# بارا دو كواري
بارا دو كواري (بالبرتغالية: Barra do Quaraí‏) وتُعرف أيضًا باسم كواراهيم (Quarahim) في البرتغالية القديمة)؛ بلدية برازيلية تقع بالقرب من الحدود مع أوروغواي (على نهر ريو كواراي) وبالقرب من الأرجنتين على نهر أوروغواي. أصبحت المدينة في أقصى الغرب في ولاية ريو غراندي دو سول وفي كل جنوب البرازيل عندما تم فصلها عن بلدية أوروجويانا في 28 ديسمبر 1995.
يبلغ عدد السكان 4201 نسمة حسب تقديرات عام 2015، في حين تصل مساحتها إلى 1056.14 كيلومتر مربع. تبعد 717 كم إلى الغرب من عاصمة الولاية بورتو أليغري، وتقريبًا نفس المسافة شمال غرب مدينة مونتيفيديو، أوروغواي. بموجب القانون البرازيلي تضم البلدية جزيرة تسمى إلهابرازيلا، تطالب بها أوروغواي أيضًا، حيث تُعرف باسم جزيرة برازيليرا.